# Przypozwanie
Przypozwanie – instytucja procedury cywilnej, uregulowana w art. 84 i 85 Kodeksu postępowania cywilnego, umożliwiająca na wniosek strony procesu wprowadzenie do niego osoby trzeciej. Przypozwanie polega na zawiadomieniu osoby trzeciej o toczącym się procesie i wezwaniu jej do udziału w sprawie przez stronę, której w razie niekorzystnego dla niej rozstrzygnięcia przysługiwałoby roszczenie przeciwko tej osobie trzeciej, albo przeciwko której ta osoba trzecia mogłaby wystąpić z roszczeniem.
Osoba trzecia może zgłosić swoje przystąpienie do udziału w sprawie obok strony, w charakterze interwenienta ubocznego. Jednakże aby mogła w sprawie w takim charakterze występować musi uprawdopodobnić posiadanie interesu prawnego w występowaniu w procesie po stronie do której przystąpiła. Należy podkreślić, że czym innym jest interes faktyczny a czym innym interes prawny. Tylko posiadanie interesu prawnego pozwala na wstąpienie do sprawy w charakterze interwenienta  ubocznego.
Jeżeli pomimo zawiadomienia nie przystąpi do sprawy to w ewentualnym kolejnym procesie nie może podnosić wobec strony postępowania zarzutu, że sprawa była prowadzona wadliwie, albo została błędnie rozstrzygnięta (art.85 w związku z art. 82 KPC).
Przypozwanie nie jest możliwe w postępowaniu uproszczonym (art. 5054 § 1 kpc).
Przypozwanie nie wywołuje bezpośrednich skutków procesowych. Musi mieć formę pisemną.